# David Yelldell
David Yelldell est un joueur américain de soccer, né le 1er octobre 1981 à Stuttgart en Allemagne. Il évolue comme gardien de but.

## Biographie

### Carrière en sélection
David Yelldell obtient sa première sélection le 29 mars 2011 lors d'un match amical perdu (0-1) à Nashville face au Paraguay. Il remplace le vétéran Marcus Hahnemann à la mi-temps.

## Palmarès
- MSV Duisbourg
  - Finaliste de la Coupe d'Allemagne : 2011